# Кежково (Вейгеровський повіт)
Кежково (пол. Kierzkowo) — село в Польщі, у гміні Хочево Вейгеровського повіту Поморського воєводства.
Населення — 190 осіб (2011).
У 1975-1998 роках село належало до Гданського воєводства.

## Демографія
Демографічна структура станом на 31 березня 2011 року:
|          | Загалом | Допрацездатний вік | Працездатний вік | Постпрацездатний вік |
| -------- | ------- | ------------------ | ---------------- | -------------------- |
| Чоловіки | 101     | 20                 | 75               | 6                    |
| Жінки    | 89      | 25                 | 53               | 11                   |
| Разом    | 190     | 45                 | 128              | 17                   |